# Anthurium caramantae
Anthurium caramantae är en kallaväxtart som beskrevs av Adolf Engler. Anthurium caramantae ingår i släktet Anthurium och familjen kallaväxter. Inga underarter finns listade.